# Popocatépetl
Popocatépetl (španjolski) ili Popōcatepētl (navatl), poznat još kao El Popo, je vulkan u središnjem Meksiku visine 5 462 metara. Njegov manji parnjak je vulkan Iztaccíhuatl visine 5 286 metara.
Drugi je vulkan Sjeverne Amerike po visini, poslije Orizabe. To je jedan od najaktivnijih vulkana u Meksiku. Zabilježeno je više od 20 velikih erupcija ovoga vulkana od dolaska Španjolaca u Meksiko 1519. Posljednja velika erupcija dogodila se 21. prosinca 1994.
Ime je astečkog podrijetla i na jeziku navatl znači „brijeg koji se puši“.